# Rzeplin (województwo dolnośląskie)
Rzeplin – wieś w Polsce położona w województwie dolnośląskim, w powiecie wrocławskim, w gminie Żórawina.
W latach 1975–1998 miejscowość położona była w województwie wrocławskim.
Kościół w Rzeplinie jest siedzibą parafii Miłosierdzia Bożego.

## Zabytki
- pałac; obiekt nie istnieje[4]